# Fashions on Parade
Fashions on Parade era un programa de televisión estadounidense, emitido en la fenecida cadena DuMont desde el 4 de noviembre de 1948 hasta el 29 de abril de 1949, y en la cadena ABC desde el 27 de abril al 29 de junio de 1949.
El programa presentaba a modelos que vestían las últimas tendencias de la moda. Fue el primer programa de televisión a nivel nacional auspiciado por Procter & Gamble. Cada episodio duraba 30 minutos. También era conocido por los nombres Television Fashions y Fashion Parade.

## Estado de los episodios
No existen grabaciones de episodios del programa.